# San Marcos, Santa Bárbara
San Marcos är en ort i Honduras.   Den ligger i departementet Departamento de Santa Bárbara, i den västra delen av landet, 190 km nordväst om huvudstaden Tegucigalpa. San Marcos ligger 229 meter över havet och antalet invånare är 3 923.
Terrängen runt San Marcos är kuperad åt sydväst, men åt nordost är den platt. Runt San Marcos är det ganska glesbefolkat, med 43 invånare per kvadratkilometer. Närmaste större samhälle är Macuelizo, 12,5 km väster om San Marcos. 